# Potatisakademien
Potatisakademien (Academia Solanum Tuberosum) är en svensk ideell organisation som har sitt säte i Alingsås, bildad 2008 för att värna om potatisen. Akademiens motto är "För potatisen i tiden". 
År 2009 proklamerade akademien den 26 oktober som Potatisens Dag. Akademien har också vissa år delat ut Stora Potatispriset i samband med akademiens årsmöte på Jonas-dagen den 29 mars. 
Potatisakademien verkar bland annat för att:
- Främja kunskapen om potatis, Solanum tuberosum, genom utbildning och information.
- Öka medvetandet om potatisens gastronomiska och kulinariska egenskaper.
- Positionera potatisen genom att lyfta fram dess hälso-, miljö- och näringsmässiga betydelse.
- Värna om potatisen i ett historiskt och kulturellt perspektiv.

## Potatisens dag
Potatisens dag infaller den 26 oktober. Då är potatisen skördad och tillgången är god. Tanken är att potatisen ska firas i hela landet. Potatisakademien hoppas att alla vill fira med att äta potatis denna dag.